# Juan Tinaglini
Juan Tinaglini est un footballeur uruguayen né le 9 novembre 1998. Il évolue au poste de gardien de but à River Plate.

## Biographie

### En équipe nationale
Avec les moins de 20 ans, il est sélectionné en 2017 afin de disputer le championnat de la CONMEBOL des moins de 20 ans, puis la Coupe du monde des moins de 20 ans. Toutefois, il reste sur le banc des remplaçants lors de ces deux compétitions.

## Palmarès
- Vainqueur du championnat de la CONMEBOL des moins de 20 ans en 2017 avec l'équipe d'Uruguay des moins de 20 ans